# Nhiễu xạ neutron
Nhiễu xạ neutron là phương pháp xác định cấu trúc nguyên tử hoặc từ của vật liệu. Nó cũng có chức năng áp dụng tốt khi nghiên cứu các tinh thể rắn (xem tinh thể học), khí, lỏng hoặc chất vô định hình. Nhiễu xạ neutron là một dạng của tán xạ đàn hồi khi các neutron trong các thí nghiệm có nhiều hơn hoặc ít năng lượng hơn so với các neutron tới. Kỹ thuật tương tự là nhiễu xạ tia X nhưng khác loại tia bức xạ. Mậu thí nghiệm cần được đặt trong chùm tia neutron lạnh và cường độ xung quanh mẫu cung cấp thông tin về cấu trúc vật liệu.